# Amnèsia
L'amnèsia és un trastorn en què un individu ha perdut completament o parcial la memòria, i sorgeixen dificultats a l'hora de recordar fets, persones o dates.

## Causes
Aquesta alteració es pot produir per:
- Lesions cerebrals causades per un accident, o tumors.
- Fets traumàtics en els quals el cervell esborra tota la informació com a causa de defensa, i de manera temporal.
- Forts traumatismes o cops dels quals la memòria es recupera en un parell de dies.
- Consum de substàncies nocives, com ara drogues i alcohol.
- L'edat avançada.

## Tipus
Hi ha diversos tipus d'amnèsia:
- Amnèsia retrògrada: és la dificultat per a recordar fets que ocorregueren abans de la malaltia o el trauma cranial que provocà l'amnèsia de l'individu.
- Amnèsia anterògrada: és la dificultat per a guardar records que ocorren després de la malaltia o el trauma causant de l'amnèsia.
- Amnèsia global: és la dificultat per a recordar fets tant anteriors com posteriors a la malaltia o el trauma sofert.
- Amnèsia específica: és la dificultat per a recordar informació referent a la via sensorial que degué guardar-la. Per exemple: sentir-se incapaç de recordar un nom o una xifra, però poder recordar perfectament un fet visual, tàctil o olfactiu.
- Amnèsia transitòria: és la dificultat per a recordar fets després de la malaltia o el traumatisme cranial, però que va desapareixent a poc a poc.
- Amnèsia progressiva: és la que va augmentant de manera progressiva, com en els casos de demència com l'Alzheimer o altres demències.
- Pèrdua de la memòria de tipus senil: pèrdua de memòria benigna; està relacionada amb la vellesa.
- Amnèsia psicògena o simulada: és la que es caracteritza pel fet que els records propers i llunyans estan alterats de forma recognoscible. Per exemple: un individu que no recorda el seu nom.
- Hipoamnèsia: disminució de la capacitat de la memòria a causa d'una dificultat, tant en la fixació com en l'evocació.

## Cura
Avui dia encara no hi ha medicaments per a tractar la pèrdua de memòria, però sí algun tractament segons el tipus d'amnèsia i sobretot segons la causa. Les persones que pateixen amnèsia aguda, és a dir, aquella que apareix de sobte, se sol curar en qüestió de dies, tal vegada setmanes. Però algunes persones no aconsegueixen recuperar la memòria en tan poc de temps, i se'ls ha d'aplicar un tractament psicològic que depèn de la causa de l'amnèsia. A casa, la família ha d'aportar suport i mostrar-li fotografies, cançons i objectes que li puguin ser familiars, i així ajudar a orientar la persona afectada.